# Rheomys underwoodi
Rheomys underwoodi és una espècie de mamífer rosegador de la família dels cricètids. Viu a altituds d'entre 1.500 i 2.000 msnm a Costa Rica i Panamà. El seu hàbitat natural són els rierols que transcorren pels boscos humits d'altiplà. S'alimenta d'artròpodes i, en captivitat, de peixos. Està amenaçat per la contaminació de l'aigua.
L'espècie fou anomenada en honor de l'ornitòleg i col·leccionista britànic Cecil F. Underwood.